# 198110 Heathrhoades
198110 Heathrhoades este un asteroid din centura principală de asteroizi.

## Descriere
198110 Heathrhoades este un asteroid din centura principală de asteroizi. A fost descoperit pe 17 septembrie 2004 la Wrightwood de James Whitney Young. Asteroidul prezintă o orbită caracterizată de o semiaxă mare de 2,57 ua, o excentricitate de 0,22 și o înclinație de 4,1° în raport cu ecliptica.